# 阿塞拜疆體育

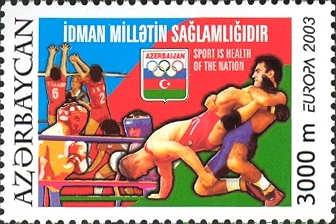
阿塞拜疆體育

阿塞拜疆的體育在亞塞拜然有歷史根源，即使是現在傳統和現代體育項目仍然流行。自由式角力傳統上一直視為亞塞拜然的國技，此項運動為亞塞拜然奪得43面獎牌，其中包括自加入國家奧林匹克委員會7枚金牌。現時，阿塞拜疆共和國國家奧林匹克委員會的總部設在首都巴庫，主席是伊利哈姆·阿利耶夫。代表團同時也是與英國唯二從2000年到2016年連續5屆排名三甲次數都有比上屆增加的國家。
足球為亞塞拜然最流行的運動，亞塞拜然足球協會有9,122註冊球員，為國內最大的體育協會。
在西洋棋方面，除了舉辦過多場國際賽事外，還贏得2009年和2011年歐洲團體西洋棋錦標賽冠軍。
2012年12月8日，亞塞拜然首都巴庫取得2015年歐洲運動會的主辦權，為該賽事的首屆。也是该国自苏联独立之后举办的第一届综合性体育运动会。之後的2013年7月26日再接手2017年伊斯蘭團結運動會的主辦權。此前，巴庫申办过2次奥林匹克运动会，但最终都未能進入決勝階段。